# Das Natterkrönlein

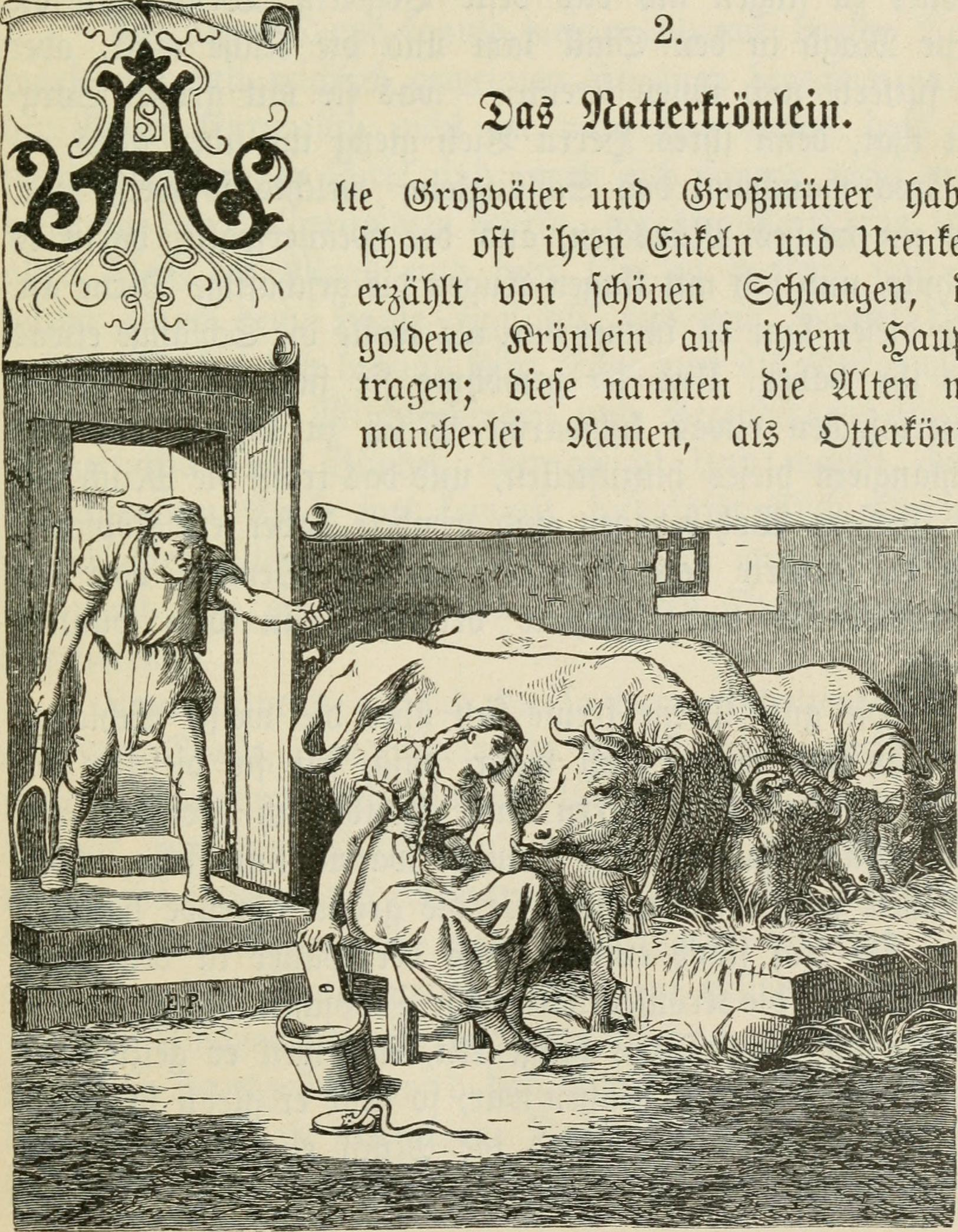
Illustration, 1890

Das Natterkrönlein ist ein Märchen (AaTh 672 C). Es steht in Ludwig Bechsteins Neues deutsches Märchenbuch an Stelle 2 und stammt aus Ignaz und Josef Zingerles Kinder- und Hausmärchen aus Süddeutschland von 1854 (Noch ein Mährchen von der Krönlnatter).

## Inhalt

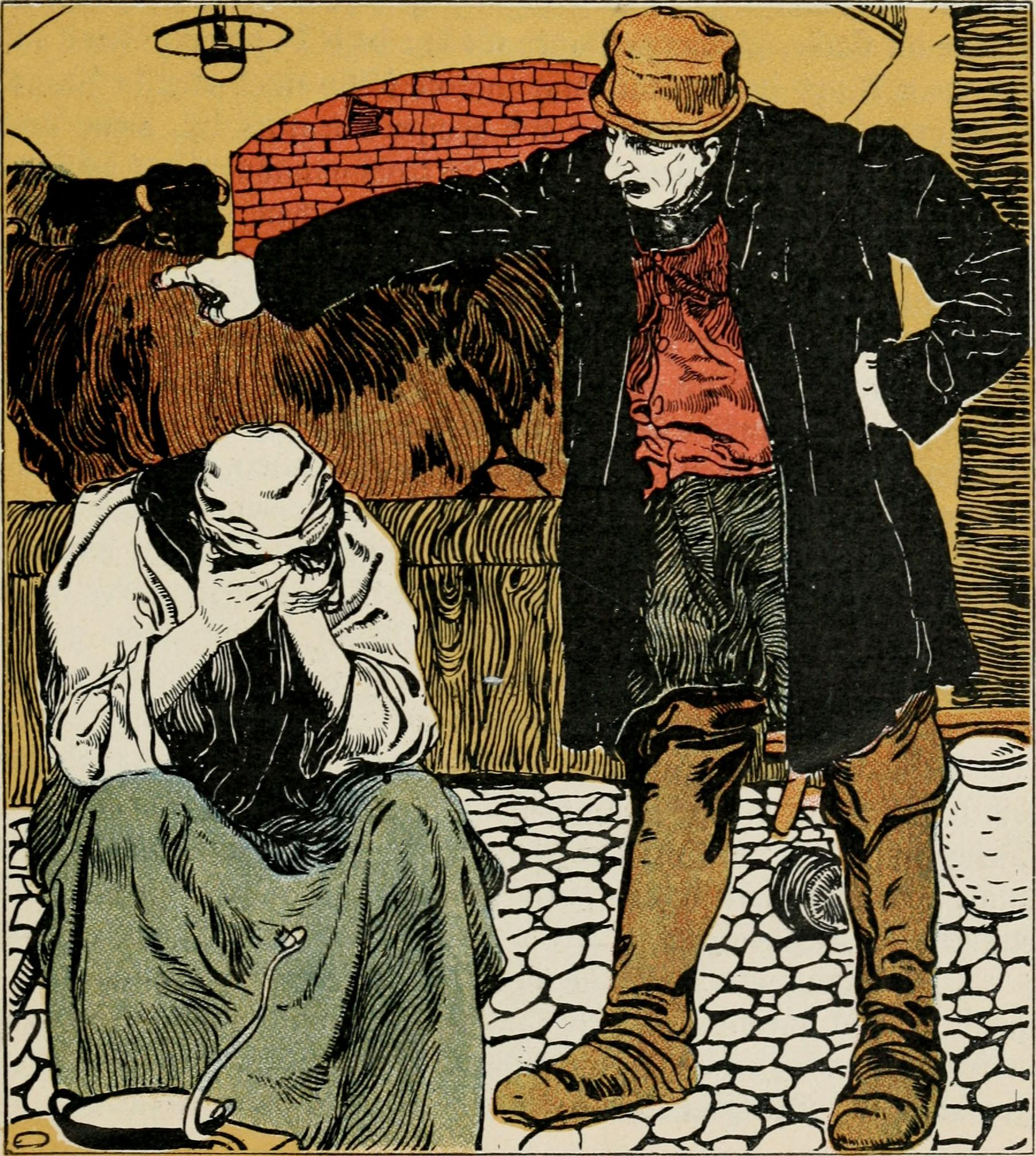
Illustration von Carl Fahringer, 1900

Eine Magd versorgt treu die Kühe. Da ist auch ein weißes Schlängchen, das kriegt Milch, und die Kühe gedeihen. Doch der Herr tobt, es sei ein giftiger Wurm, und jagt sie fort. Weinend nimmt sie Abschied von den Kühen. Da kommt die Schlange und lässt ihr Krönchen in ihre Hände fallen. Die Magd heiratet den Schulzensohn. Der Bauer verarmt. Zuletzt gehören seine Kühe ihr. Sie gibt der Schlange das Krönchen wieder.

## Herkunft

Illustration von Freddie Langeler

Bechstein nennt die Quelle bei Zingerle, der Schluss fehle dort. Vgl. Nr. 26 Die Schlange mit dem goldnen Schlüssel, Nr. 46 Schlange Hausfreund, Grimms Märchen von der Unke, Jean de La Fontaines Der Mensch und die Natter.
In Märchen wie diesem ist die Krone ein Geschenk dankbarer Schlangen an arme Mädchen. Wo sie Wünsche erfüllt, könnte man sie mit einem Wunschring vergleichen. In Sagen muss der Schlangenstein unter Gefahr geraubt, etwa ein weißes Tuch ausgebreitet werden, worauf ihn die Schlange zum Baden oder Essen ablegt. Es gibt Versuche, diese Vorstellung mit der hellen Zeichnung am Kopf der Ringelnatter zu erklären. Nach Plinius’ Naturalis historia 8,78 hat der Basilisk einen solchen Fleck wie ein Diadem.